# På den sköld du klär
På den sköld du klär är en sång skriven och framförd av kompositören Micael Hellberg. Den används sedan 2006 av SHL-klubben Färjestad BK då spelarna träder in på isen. Låten är en hyllning till den avlidne Färjestadsordföranden Kjell Glennert. Låten ses av många som klubbens hymn.